# Traditionelle Musik auf Cape Breton
Da die indigenen Bewohner von Cape Breton nur noch eine kleine Minderheit darstellen, ist die traditionelle Musik massiv durch westeuropäische Einwanderer, vor allem deren zahlenmäßig stärkste und am längsten etablierte Gruppe, die Hochlandschotten, geprägt.

## Herkunft und Instrumente
Neben englisch oder vor allem im Inverness-Bezirk (Westküste) auch gälisch gesungenen Liedern (z. B. Mary Jane Lamond) dominiert die instrumentale, schottisch-keltische Tanzmusik. Viele Hauptinstrumente westeuropäischer (Harfen, Trommeln, Akkordeon) oder nordamerikanischer (Banjo, Mandoline, Mundharmonika, Kontrabass) traditioneller Musik kommen auf Cape Breton kaum vor. Auch Bands mit verschiedenen Instrumenten gibt es fast nur unter jüngeren Musikern (Beolach, Cottars, Slainte Mhath, Barra MacNeills). Das traditionelle Instrumentarium Cape Bretons beschränkt sich auf schottische Dudelsäcke, deren Bedeutung jedoch seit dem 19. Jahrhundert nachließ und die erst in den letzten Dekaden wieder beliebter wurden, und vor allem auf die Geige („Fiddle“). Zur Begleitung diente früher das Harmonium oder eine zweite, unisono gespielte Geige; seit Ende des 19. Jahrhunderts aber fast immer das Piano und/oder gelegentlich die Gitarre.

## Art und Stil der Musik
Bis auf die getragenen „Pastorals“ ist die Instrumentalmusik von Cape Breton reine Tanzmusik und wird daher stark rhythmusbetont gespielt. Neben traditionellen schottischen und irischen Kompositionen wurde und wird auch auf Cape Breton selber viel im schottischen Stil komponiert. Im Lauf der Jahrhunderte assimilierte die in Schottland verlorengegangene, in Anlehnung an Dudelsack- und Vokalmusik ohnehin reich verzierte gälische Hochland-Geigenmusik auf Cape Breton stilistische Elemente anderer Bevölkerungsgruppen, z. B. Stakkati französischstämmiger Akadier, bordunig mitschwingende Saiten US-amerikanischer Geiger oder in Südeuropa verbreitete Vibratos. So entstand der „Cape-Breton-Fiddle-Style“, einer der weltweit technisch hochentwickeltsten und kompliziertesten Geigenstile. Um die Verbreitung und Weitergabe an jüngere Talente kümmert sich seit einigen Jahrzehnten die Cape Breton Fiddlers Society mit mehreren hundert Mitgliedern. Durch deren Unterstützung ist es auch Gästen möglich, sich im Celtic Music Interpretive Center (Judique) zu informieren oder Kurse für traditionelles Geigen zu belegen.

## Traditioneller Tanz
Die Nachfrage nach traditioneller Musik ist auf Cape Breton ungebrochen. Häufig finden Konzerte („Ceilidh“) und/oder ein Square Dance statt. Diese Square Dances unterscheiden sich vom US-Pendant nicht nur durch den musikalischen Aufbau – die Sets bestehen aus je zwei Jigs (6/8) und einem langen Reel (4/4) –, sondern vor allem durch die Art der Tänze. Stets sind Steptanzfiguren eingestreut, bei den gelegentlichen Strathspey-Sets – eine besonders akzentuierte Form des Reels – wird sogar Solo-Step getanzt. Cape-Breton-Steptanz ähnelt dem irischen, allerdings dürfen die Arme freier schwingen und die Füße werden kaum vom Boden abgehoben („Close to the floor“). Man vermutet hierin den ursprünglichen Steptanzstil des gälischen Hochlands bis Mitte des 18. Jahrhunderts.

## Prägende Musiker (Auswahl)
Geige
- Winston „Scotty“ Fitzgerald (40er- bis 70er-Jahre – auf seinen Stil berufen sich die meisten heutigen Cape-Breton-Fiddler)
- Buddy MacMaster (60er-Jahre bis heute – bekam den kanadischen Verdienstorden für sein musikalisches Lebenswerk)
- Jerry Holland (gest. Juli 2009, war mit über 1.000 Kompositionen der produktivste Cape-Breton-Komponist)
- Brenda Stubbert (eine Symbolfigur weiblicher Cape-Breton-Fiddler, komponierte mehrere hundert Stücke)
- Glenn Graham (Vertreter der jungen Generation, schrieb die erste Dissertation über traditionelle Cape-Breton-Musik)
- Beaton-Familie (seit mehreren Generationen bekannteste Vertreter des „Mabou-Coal-Mine“-Stils, gehören zu den gefragtesten Live-Musikern der Insel)
- Lee Cremo (60er- bis 80er-Jahre, indigene Prägung)
- J. P. Cormier (frankokanadische Prägung, Multiinstrumentalist)
- Moderner arrangiert: Natalie MacMaster (kommerziell erfolgreichste Fiddlerin, erhielt u. a. einen „Grammy“ und den kanadischen Verdienstorden), Ashley MacIsaac (kombinierte als erster traditionelle Cape-Breton-Musik mit Hardrock, Hip-Hop und Punk)

Piano
- Doug MacPhee (Begleitpianist zahlreicher älterer und aktueller CD-Produktionen, Vertreter des „klassischen“ Stils)
- Mac Morin (Hauptvertreter des „jungen“ Stils, gefragter Studiomusiker, u. a. auf den Alben von G. Graham oder Beolach)
- Joel Chiasson (frankokanadischer, extrem rhythmischer Stil, Begleitpianist von Natalie MacMaster)
- Tracy Dares (gefragteste weibliche Pianistin, auf vielen Fiddle-CDs als Begleitmusikerin zu hören)
- Ashley MacIsaac (siehe oben)
- Jason Roach (experimentierfreudiger Vertreter des Cape-Breton-Pianos)

Dudelsack
- Barry Shears (rekonstruierte durch umfangreiche Feldforschung den traditionellen Dudelsackstil)
- John MacPhee (Hauptvertreter der jungen Generation, Leiter der Cape-Breton-Pipeband, auf vielen CDs anderer Künstler zu hören)
- Ryan J. MacNeil (Barra MacNeils, Beolach und früher Slainte Mhath, kommerziell erfolgreichster Dudelsackspieler der Insel)

Gitarre
- Bruce Guthro (Sänger der schottischen Folk-Rock-Band Runrig & Solo-Gitarrist)